# Bahía Yos Sudarso
La bahía Yos Sudarso (indonesio:Teluk Yos Sudarso), también conocida anteriormente como bahía Humboldt, es una pequeña bahía en la costa norte de Nueva Guinea, cerca de 50 kilómetros al oeste de la frontera entre la provincia de Indonesia de Papúa y el país de Papúa Nueva Guinea. La capital de la provincia Indonesia, Jayapura está situada en la bahía. 

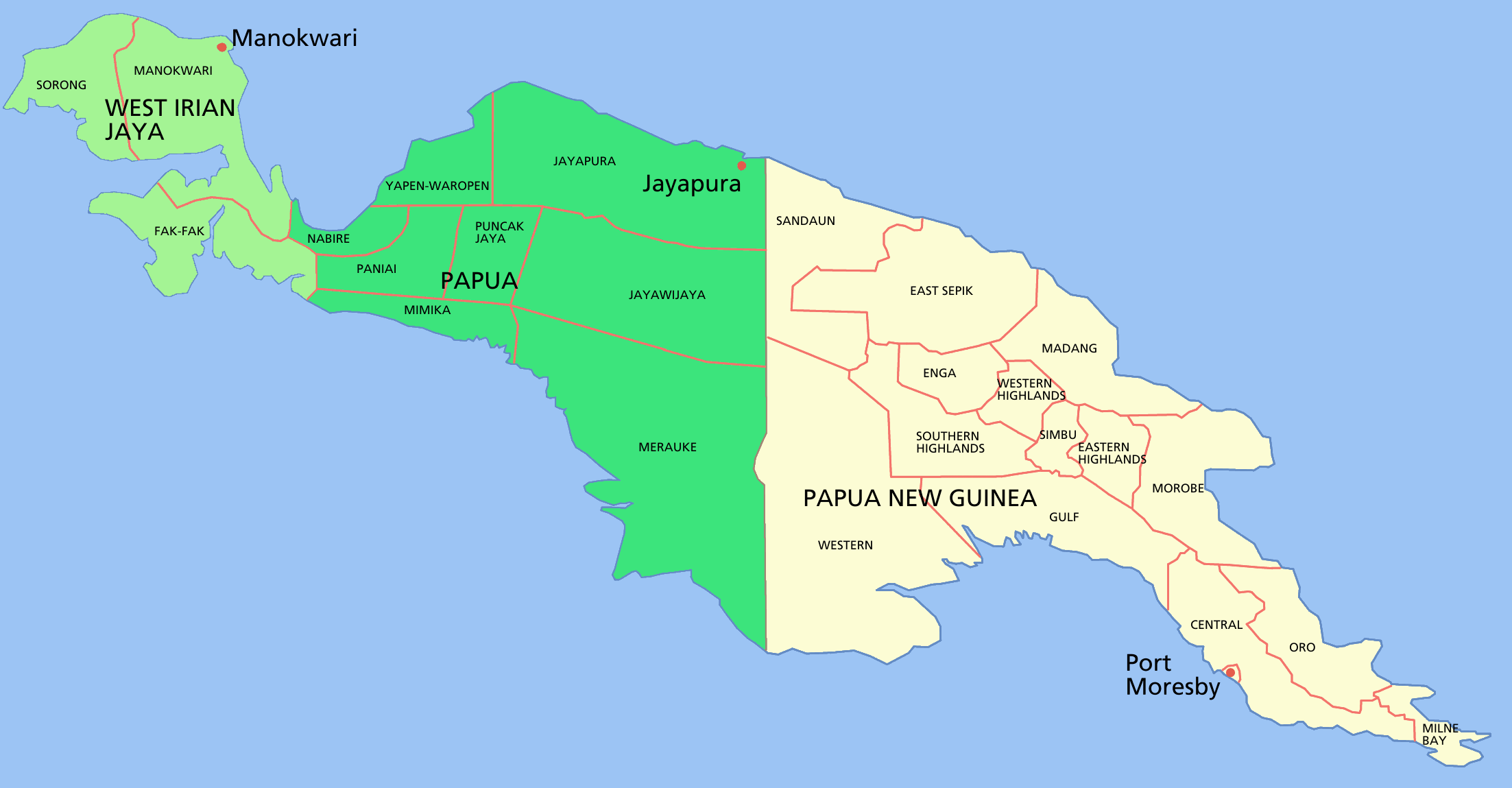
Haga click en el mapa de Nueva Guinea para ver Jayapura y la bahía Yos Sudarso, una pequeña hendidura al noreste de la ciudad, en el centro de la costa norte de la isla.

Desde el comienzo del siglo XX, tanto la bahía como la ciudad han cambiado varias veces de nombre. El nombre actual fue dado en recuerdo del amiral indonesio Yos Sudarso que murió en la batalla naval del mar de Arafura entre los holandeses e Indonesia, en 1962.
En la Segunda Guerra Mundial, la bahía Yos Sudarso, entonces conocida como bahía Humboldt y Jayapura como Hollandia, fue ocupada por los japoneses en abril de 1942. El área fue liberada por las fuerzas de los Estados Unidos el 22 de abril de 1944, y se convirtió en una base naval. Sirvió como cuartel general del general Douglas MacArthur en la conquista de las Filipinas en marzo de 1945.